# 유다의 사자

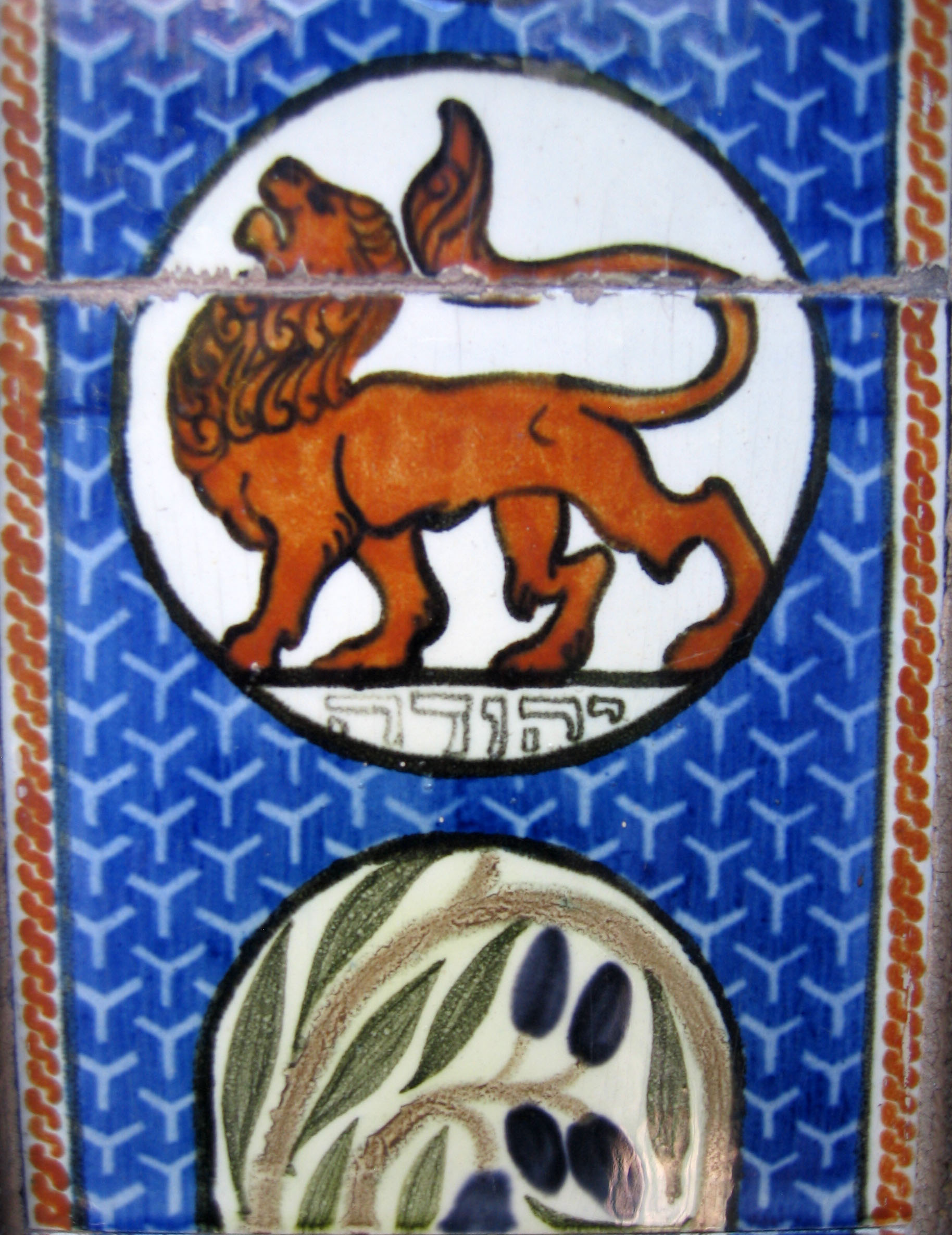
유다의 사자를 묘사한 도자기 타일

유다의 사자(영어: Lion of Judah, 히브리어: אריה יהודה 아르예 예후다)는 유대 민족 및 종교의 상징 중 하나로, 그 가운데서도 유다 지파를 상징하는 표지이다. 히브리어 성경의 창세기에서 야곱이 사남 유다에게 내린 축복으로부터 그 기원을 찾을 수 있다.
또한 기독교 신학에서는 신약성경 요한의 묵시록에서 언급된 예수에 대한 은유로서의 의미 또한 가진다. 에티오피아에서는 솔로몬 왕조의 황제가 에티오피아를 다스리고 있던 시절 왕관을 쓰고 깃대를 들고 있는 문장으로 채택되었다.